# Leopold Schulz (Architekt)

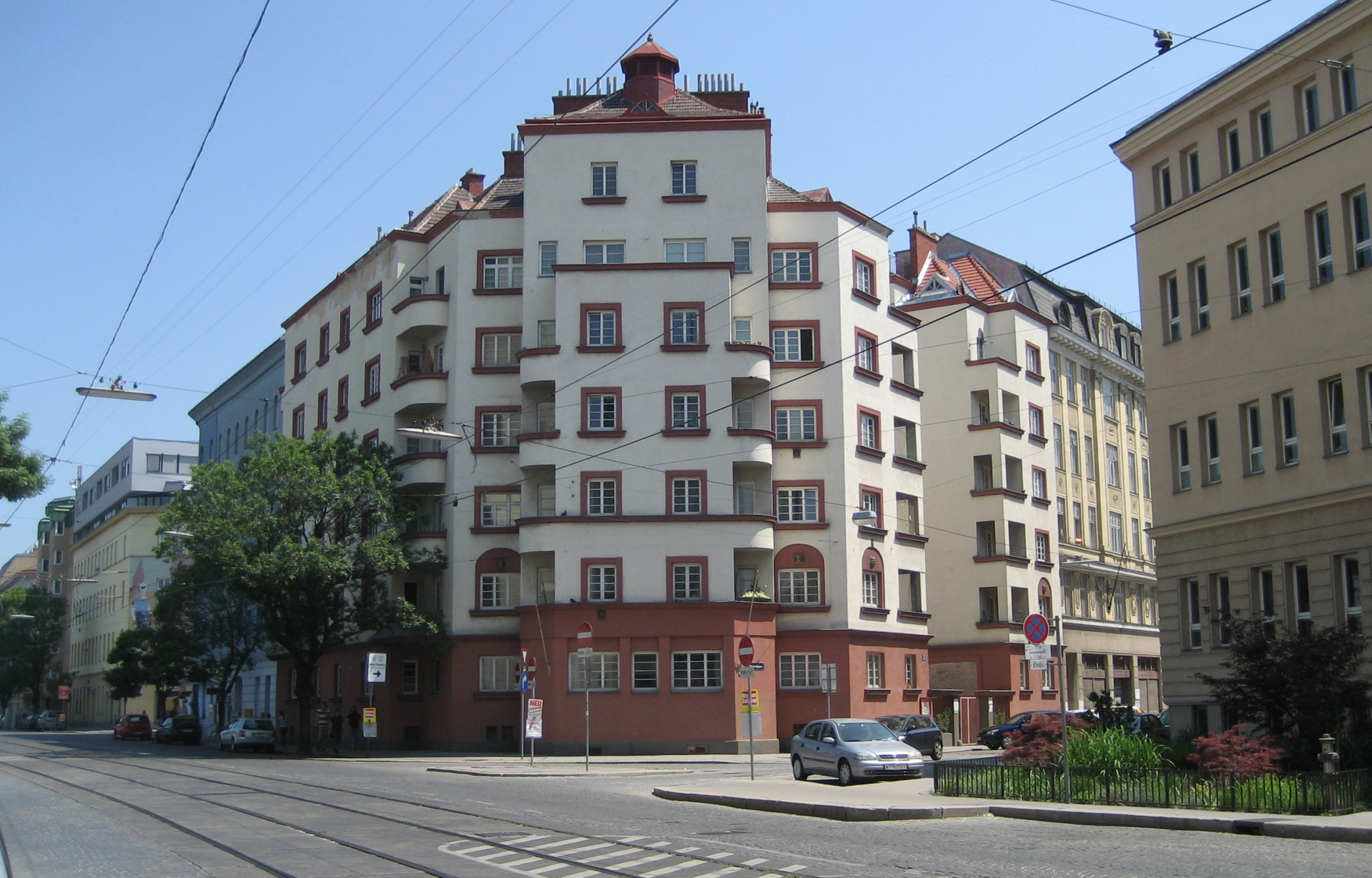
Gemeindebau von Schulz in der Leopoldstadt

Leopold Schulz (* 23. Mai 1883 in Wien; † 28. April 1945 im KZ Mauthausen) war ein österreichischer Architekt und Baumeister. Er entwarf für die Stadt Wien zwei, heute denkmalgeschützte, Gemeindebauten.

## Leben
Leopold Schulz wurde als Sohn des jüdischen Handelsagenten Samuel Schulz und dessen Gattin Marie, geborene Maibaum, geboren. Er stammte aus einfachen Verhältnissen, wobei sein Vater aus Bratislava nach Wien gekommen war. Schulz schloss 1903 die Staatsgewerbeschule in Wien ab und war nach einigen Jahren Praktikum ab 1913 als Architekt und Baumeister in Wien tätig. Er führte von 1925 bis 1938 den Titel eines Stadtbaumeisters. Den Großteil seines Berufslebens war Schulz als ausführender Baumeister aktiv, lediglich zwei ausgeführte Entwürfe aus seiner Planung sind überliefert. Nach der Machtübernahme der Nationalsozialisten im Jahr 1938 wurde Schulz auf Grund seiner jüdischen Religion mit einem Berufsverbot belegt. Er weigerte sich jedoch in die Emigration zu flüchten und tauchte 1941, als die Deportation der Wiener Juden begann, bei seiner Lebensgefährtin Lilly Hladisch unter. Nachdem deren Wohnung im Oktober 1944 ausgebombt worden war, wurde Schulz an die Gestapo verraten und nach mehrmonatiger Gestapohaft im Februar 1945 in das KZ Mauthausen gebracht. Dort starb er an den Folgen der Misshandlungen sowie an Entkräftung kurz vor der Befreiung des Konzentrationslagers durch die Alliierten. Seine ebenfalls ins KZ verschickte Lebensgefährtin überlebte die Internierung.
Leopold Schulz plante für die Stadt Wien zwei Gemeindebauten, die Wohnhausanlage in der Taborstraße 94 in der Leopoldstadt und die Wohnhausanlage in der Brüßlgasse 45–47 in Ottakring. Beide Gemeindebauten stehen unter Denkmalschutz. Obwohl die beiden Wohnhausanlagen zeitlich kurz aufeinander folgend errichtet wurden, weisen sie erhebliche Unterschiede auf. Während der 1926 errichtete Gemeindebau in der Taborstraße formal dem romantischen Expressionismus entspricht und eine Tendenz zur Monumentalisierung aufweist wurde die zwischen 1927 und 1928 erbaute Wohnhausanlage in der Brüßlgasse mit einer schlichten Fassade versehen, die lediglich kleine dekorative Details in der Art des Biedermeiers aufweist.

## Werke
- Wohnhausanlage der Gemeinde Wien, Wien-Leopoldstadt, Marinelligasse 1 / Taborstraße 94 (1926)
- Wohnhausanlage der Gemeinde Wien, Wien-Ottakring, Brüßlgasse 45–47 (1927/28)